# Margareta Carlstedt

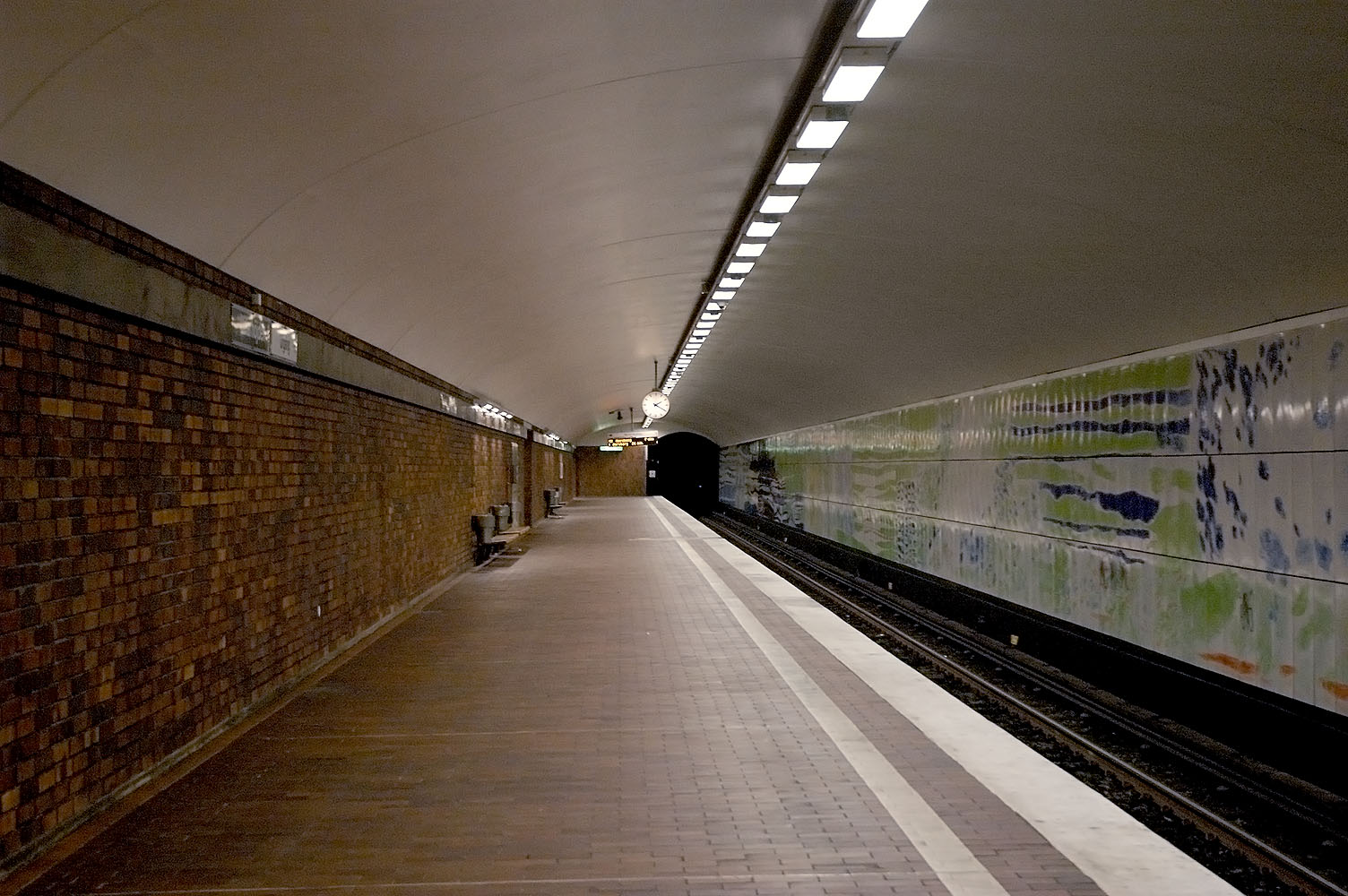
Del av Ebb och flod i Mälarhöjdens tunnelbanestation

Margareta Nilsdotter Carlstedt. född 7 juni 1934 i Stockholm, är en svensk målare, grafiker och tecknare.
Margareta Carlstedt utbildade sig i dekorativ målning på Konstfack och Högre konstindustriella skolan i Stockholm 1951−1956. Bland hennes offentliga arbeten märks en temperamålning på betong för Drätselkammaren i Solna och emaljmålningen Ebb och Flod för Mälarhöjdens tunnelbanestation och färgsättningen av Skärholmens tunnelbanestation. Hennes konst består av gobelin, kartongarbeten för murala arbeten och glasfönster samt emaljkonst för Gustavsbergs porslinsfabrik. Hon var ordförande i Konstnärernas riksorganisation 1972−1974. Carlstedt är representerad vid Moderna museet och Skissernas museum.[källa behövs]

## Offentliga verk i urval
- Ebb och Flod,  145 meter långa emaljmålningar i Mälarhöjdens tunnelbanestation
- Medusor, emaljvägg i simhallen i Hallsberg
- Solkatt, klinkerväggar i Jakobsbergs station